# Scolopembolus littoralis
Scolopembolus littoralis är en spindelart som först beskrevs av James Henry Emerton 1913.  Scolopembolus littoralis ingår i släktet Scolopembolus och familjen täckvävarspindlar. Inga underarter finns listade i Catalogue of Life.